# Linda Begonja
Linda Begonja (Zadar, 9. travnja 1972.) je hrvatska kazališna, televizijska i filmska glumica. U ansamblu Satiričkog kazališta Kerempuh od 1. prosinca 1996. godine. 

## Filmografija

### Televizijske uloge
| Godina        | Naslov                | Uloga                                        | Bilješke          |
| ------------- | --------------------- | -------------------------------------------- | ----------------- |
| 2024.         | Kumovi                | Jasenka Runje                                | gostujuća uloga   |
| 2023.         | Mrkomir Prvi          | Antica                                       | gostujuća uloga   |
| 2022.         | Majstori              | Anita                                        | gostujuća uloga   |
| 2022.         | Metropolitanci        | Antica Pavić                                 | glavna uloge      |
| 2019.         | Drugo ime ljubavi     | Marija Krpan                                 | sporedna uloga    |
| 2017.         | Počivali u miru       | Ljerka Bedrica                               | sporedna uloga    |
| 2015.         | Da sam ja netko       | Glumica                                      | sporedna uloga    |
| 2014. – 2015. | Vatre ivanjske        | Dinka Vidan                                  | sporedna uloga    |
| 2013. – 2014. | Tajne                 | Julija Šeper                                 | gostujuća uloga   |
| 2013.         | Stella                | Jagoda Klarić                                | sporedna uloga    |
| 2012. – 2013. | Larin izbor           | Sestra Domenika                              | gostujuća uloga   |
| 2012.         | Ah, taj Ivo!          | Marta                                        | TV pilot          |
| 2011.         | Pod sretnom zvijezdom | Nina Herceg                                  | ko-protagonistica |
| 2010.         | Bitange i princeze    | Blanka                                       | gostujuća uloga   |
| 2009. – 2010. | Mamutica              | Jasna                                        | gostujuća uloga   |
| 2009.         | Baze Djeda Mraza      | Kiflica                                      | TV specijal       |
| 2008.         | Bibin svijet          | Marina                                       | gostujuća uloga   |
| 2007. – 2008. | Ne daj se, Nina       | Monika Marinović                             | antagonistica     |
| 2005.         | Kad zvoni?            | Pacijentica #2                               | gostujuća uloga   |
| 2002.         | Hlapićeve nove zgode  | Pepica/Gospođa Duhovski/Oktavija Wienerkraut | posudila glas     |

### Filmske uloge
| Godina | Naslov                | Uloga                    | Bilješke                |
| ------ | --------------------- | ------------------------ | ----------------------- |
| 2017.  | Anka                  | Milostiva/Sena           |                         |
| 2015.  | Ti mene nosiš         | Glumica Anastazija       |                         |
| 2014.  | Takva su pravila      | Glavna medicinska sestra |                         |
| 2013.  | Teleport Zovko        | Gospođa Kraljević        | kratki film             |
| 2012.  | Košnice               | Roza                     |                         |
| 2011.  | Ema                   |                          | kratki film             |
| 2011.  | Lea i Darija          | Melita Gasteiger         |                         |
| 2008.  | Nije kraj             | Kokotovićka              |                         |
| 2007.  | Moram spavat', anđele | Učiteljica               |                         |
| 2005.  | Žuta minuta           | Marija Mama Vanzemaljac  | hrvatska sinkronizacija |
| 2001.  | Nigredo               | Žena #1                  | kratki film             |
| 1999.  | Maršal                | Silvija                  |                         |
| 1999.  | Garcia                | Viktorija                |                         |

## Vanjske poveznice
- Linda Begonja u internetskoj bazi filmova IMDb-u (engl.)
- Stranica na Kazalište Kerempuh.hr  Arhivirana inačica izvorne stranice od 3. rujna 2006. (Wayback Machine)